# Biserica Reformată din România

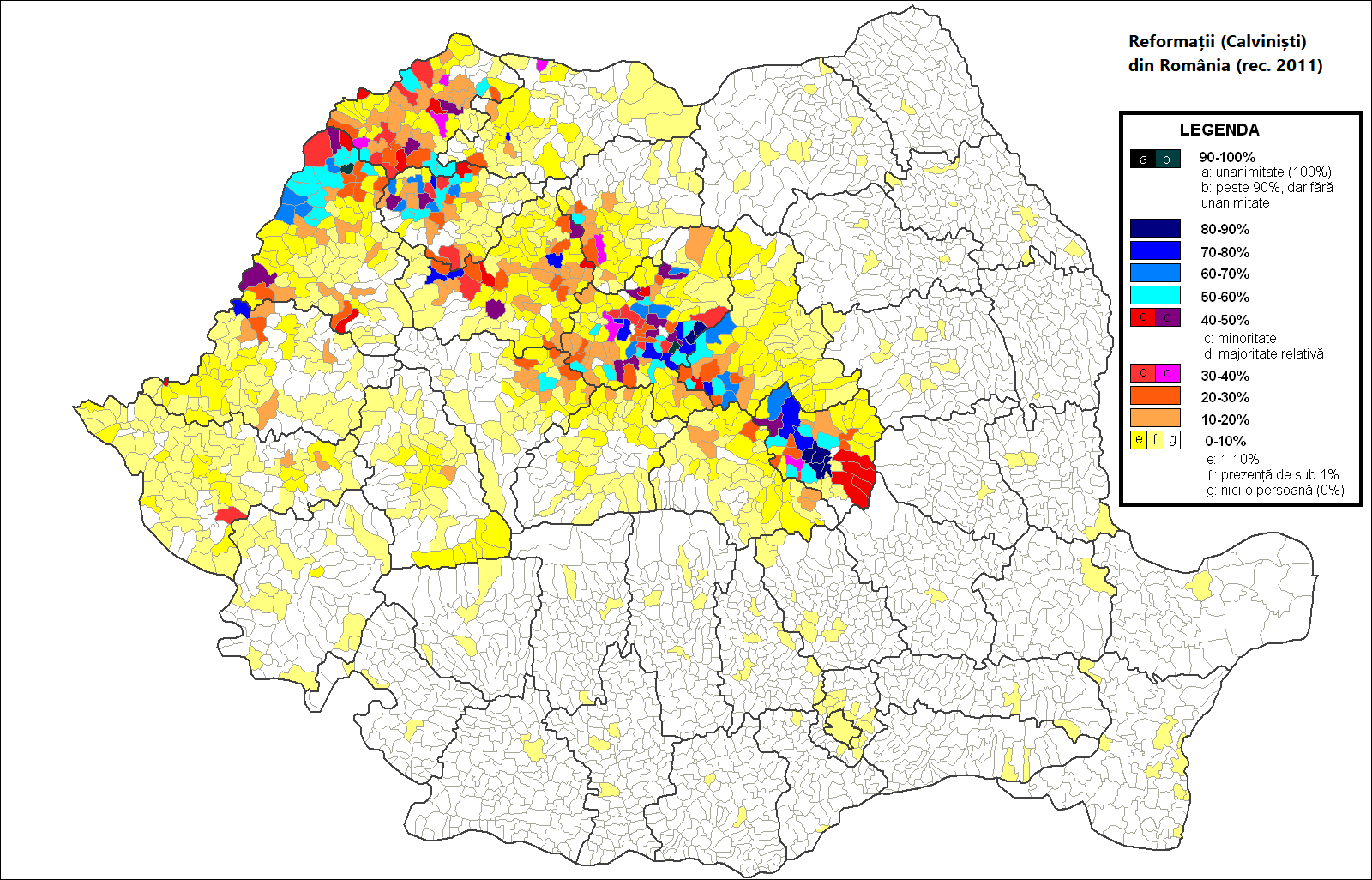
Reformații din România (2011)

Biserica Reformată din România (în maghiară Romániai Református Egyház) cu cele două episcopii face parte din Biserica Reformată Maghiară și cuprinde credincioșii reformați după Jean Calvin care trăiesc în România. Biserica este membră a Consiliului Ecumenic al Bisericilor, a Conferinței Bisericlor Europene și a Sinodului Consultativ al Bisericilor Reformate Maghiare din întreaga lume.
După semnarea Tratatului de la Trianon a fost evident faptul că vechea structură bisericească reformată nu putea fi menținută, deoarece noua frontieră între Ungaria și România a împărțit marea parte a protopopiatelor în două părți și legătura cu clerul din Ungaria nu poate fi ținută atât de ușor cum a fost până atunci.
După reforma protestantă maghiarii au pierdut omogenitatea religioasă. Transilvania a devenit fruntașul noiilor gândiri, unde protestantismul nu mai că a fost acceptat, ci și a fost îmbrățișat de către nobilimea maghiară. Acest fapt a atras după sine trecerea la protestantism a supușilor nobililor. Vestul Ungariei, intrat sub controlul Sfântului Imperiu Roman, precum și o parte a Secuimii, au rămas în continuare teritorii catolice. În 1564 la sinodul protestant din Aiud, lutheranismul și calvinismul din Transilvania s-au despărțit. Astfel a luat ființă Episcopia Reformată a Ardealului, cu sediul inițial la Aiud.
În anul 1930 ponderea reformaților era de 3,9% din totalul populației Regatului României, în cifre absolute 710.706 de cetățeni. În anul 2002 ponderea reformaților era de 3,23% din totalul populației, în cifre absolute 701.077 de cetățeni. Unitățile administrative cu cea mai numeroasă prezență reformată sunt județul Mureș (157.046), județul Bihor (108.769), județul Cluj (86.811) și județul Covasna (74.312), județul cu cea mai omogenă comunitate reformată fiind Sălaj, unde 84,75% din populația maghiară a județului aparține la cultul reformat (23,04% din populația totală). Majoritatea absolută a credincioșilor sunt maghiari din România. Aceștia reprezintă 94,90%, în cifre absolute 665.343 de persoane, din totalul enoriașilor Bisericii Reformate din România. Limba liturgică este maghiara, iar în orașele mari din Vechiul Regat, de exemplu la București, se folosește și limba română.

## Organizare
Biserica Reformată din România este constituită din comunități parohiale (în maghiară egyházközség). Parohia este comunitatea organizată a membrilor bisericii de pe un teritoriu delimitat, în scopul asigurării serviciilor divine și a celorlalte activități religioase, conform legilor interne și confesiunilor însușite. În vederea guvernării, organizării, supravegherii, respectiv aplicării disciplinei, mai multe parohii formează protopopiate (în maghiară egyházmegye), mai multe protopopiate formează eparhii (în maghiară egyházkerület), iar eparhiile formează Biserica Reformată din România. Structuriile bisericești, parohiile, protopopiatele și eparhiile, sunt persoane juridice cu drept de autoguvernare.
Biserica Reformată din România, ca majoritatea bisericilor protestante, are o organizare sinodo-presbiteriană și este condusă în egală măsură de laici și clerici. Conducătorii protopopiatelor sunt protopopul și curatorul protopopial, conducătorii eparhiilor sunt episcopul și curatorul eparhial. Comunitățile parohiale sunt guvernate de un consiliu presbiterian, a cărui președinți sunt preotul și curatorul parohial, de asemenea protopopiatele sunt conduse de un consiliu protopopial. 
Eparhiile (respectiv totalitatea bisericii) sunt conduse de Sinod. Sinodul are egale membri clerici și laici, președinții Sinodului fiind episcopii și procurorii celor două eparhii. Membrii laici sunt aleși dintre presbiterii comunităților parohiale. Reprezentanța comunităților în Sinod depinde de numărul credincioșilor, cele mai mari comunități având chiar mai mulți reprezentanți, timp ce comunitățile mai mici doar unu. Cele mai importante instituții (de exemplu liceele, universitățile, instituțiile pastorale și culturale reformate) sunt și ele reprezentate în Sinod, o instituție mai mare putând să aibă chiar 4-5 voturi. Nici membrii sinodului nu sunt absolut egali la vot, un episcop, protopop, profesor universitar având uneori chiar 3-4 voturi, rezultatele votărilor fiind calculate cu medie aritmetică ponderată.
În Biserica Reformată din România femeile și bărbații au același drepturi și obligații. Femeile pot să obține orice titlu sau funcție de conducere și pot fi membri al Sinodului.
Sinodul este cel care conduce biserica, deciziile sale fiind incontestabile și obligatorii și pentru cei mai înalți conducători clerici și laici (chiar și episcopii celor două eparhii sunt subordonați Șinodului). Sinodul este organizat ca un fel de „parlament” al bisericii și are mai multe comisii de specialitate:
- Comisia de Disciplină
- Comisia de Drept Canonic
- Comisia de Liturghie
- Comisia de Muzică Ecleziastică
- Comisia de Educație și de Învățământ
- Comisia de Teologie și de Ecumenism
- Comisia de Diaconie
- Comisia de Cercetare și Dezvăluire a Relațiilor Clericilor Reformați cu Fostul Departament al Securității Statului - având scopul dezvăluirea faptelor clericilor activi, care erau informatori ai Securitatății în timpul comunismului, respectiv publicarea în presă și predarea către Comisia de Disciplină a rezultatelor acestor cercetări.

Biserica Reformată din România este organizată în două unități ecleziastice: Eparhia Reformată din Ardeal (Transilvania istorică), cu sediul în municipiul Cluj, respectiv Eparhia Reformată de pe lângă Piatra Craiului (pentru zona Partium, Banat și Maramureș), cu sediul în municipiul Oradea.
După căderea regimelor comuniste în 1989 a devenit vizibil nevoia de a înființa structuri pentru consolidarea relațiilor între bisericiile reformate maghiare din regiune. Atfel în 1995 a fost creat Sinodul Consultativ Bisericilor Reformate Maghiare (în maghiară Magyar Református Egyházak Tanácskozó Zsinata), iar în 2004 Conventul General (în maghiară Generális Konvent) care a cuprins deja structurile reformate din Australia, România, Serbia, Slovenia, Slovacia, Statele Unite ale Americii, Ucraina și Ungaria. La prima ședință din 8 iulie 2004 ținută în Colegiul Rháday, în prezența reprezentanților celor 64 de protopopiate și 9 episcopii istorice, au fost aduse hotărâri pentru uniformizarea liturgiei. Ideea potrivit căreia trebuie reîntemeiată Biserica Reformată Maghiară a venit în anul 2005 cu ocazia Conventului din Debrecen. De aceea au început lucrările pentru a pune în practică unirea bisericilor. În perioda următoare au fost aprobat noua constituție a Bisericii.

### Eparhia Ardealului
Episcopia cu sediul la Cluj cuprinde credincioși din județele Transilvaniei propriu-zise. Eparhia este împărțită în 16 protopopiate, care grupează cele 506 parohii și 96 filii, deservite de 490 de preoți.

#### Protopopiate
- Protopopiatul Reformat Aiud
- Protopopiatul Reformat Baraolt
- Protopopiatul Reformat Brașov
- Protopopiatul Reformat Câmpiei Mureșene
- Protopopiatul Reformat Cluj
- Protopopiatul Reformat Țărio Călatei
- Protopopiatul Reformat Dej
- Protopopiatul Reformat Hunedoara
- Protopopiatul Reformat Kézdi-Orbai
- Protopopiatul Reformat Mureș
- Protopopiatul Reformat Sepsi
- Protopopiatul Reformat Târnavelor
- Protopopiatul Reformat Turda
- Protopopiatul Reformat Odorhei
- Protopopiatul Reformat Văii Gurghiului

### Episcopia de Piatra Craiului
István Sulyok a fost primul episcop reformat de pe lângă Piatra Craiului în perioada 1921-1944. După semnarea Tratatului de la Trianon a fost evident faptul că vechea structură bisericească reformată nu putea fi menținută, deoarece noua frontieră între Ungaria și România a împărțit Eparhia reformată de la Debrețin în două părți. Astfel a fost creată o nouă episcopie reformată pentru zona Crișanei și Banatului. Guvernul României l-a recunoscut pe István Sulyok ca episcop de-abia în anul 1940.
După venirea comuniștilor aceștia au desființat episcopia. Episcopul de Piatra Craiului István Sulyók și cel al Ardealului Károly Nagy au protestat împotriva acstei politici a regimului comunist, denumind-o discriminatorie și fascistă. În perioada comuniștilor Biserica Reformată din România și-a pierdut cea mai mare parte a proprietăților, care până în momentul de față nu i-au fost restituite.
Preoții Episcopiei Reformate de Piatra Craiului au jucat un rol important în declanșarea revoluției din 1989 prin comportamentul lor de nesupunere civică. La 31 octombrie 1988, cu prilejul Zilei Reformei (sărbătoare tradițională în Biserica Reformată), László Tőkés a organizat la parohia sa din Timișoara o manifestare culturală, la care au participat și membri ai trupei de teatru de limbă maghiară „Thalia” - trupă organizată pe lângă Casa de Cultură a Studenților din Timișoara. La acea manifestare au fost declamate poezii care nu erau pe placul autorităților, motiv pentru care atât Tőkés, cât și membrii trupei „Thalia” au fost avertizați să nu mai organizeze asemenea manifestări. Totuși, la 4 decembrie 1988 ei au organizat a doua manifestare culturală la parohia reformată, motiv de interzicere temporară a trupei „Thalia”. László Tőkés a protestat față de actul prin care a fost desființată trupa de teatru, iar protestul său a fost difuzat de autoritățile maghiare, prin Kossuth Rádió din Budapesta la 28 mai 1989. În urma acestui eveniment, preotul a devenit cunoscut ca disident față de regimul totalitar român.

#### Protopopiate
- Protopopiatul Reformat Arad
- Protopopiatul Reformat Baia Mare
- Protopopiatul Reformat Bihor
- Protopopiatul Reformat Carei
- Protopopiatul Reformat Érmellék (Ținutul Ierului)
- Protopopiatul Reformat Satu Mare
- Protopopiatul Reformat Șimleu Silvaniei
- Protopopiatul Reformat Timișoara
- Protopopiatul Reformat Zalău

## Dogma
Protestantismul nutrește nobila aspirație de a reveni la formele primare ale creștinismului. Doctrina Bisericii Reformate se bazează pe interpretările scrierilor din Noul Testament enunțate  de Jean Calvin și Ulrich Zwingli. Dat fiind că cei doi fondatori au activat în Elveția (Zwingli la Zürich, iar Calvin la Geneva), denumirea latină a învățăturii propagate de ei este Confessio Helvetica ("credința elvețiană"), spre deosebire de Confessio Augustana ("credința de la Augsburg"), adică cea răspândită de Martin Luther. Totuși nu poate fi spus că cele două gândiri sunt antagoniste, ba încontră, izvăresc dintr-o sursă comună de a reforma biserica și trece înapoi la forma puritanistă. Numai în anul 1564 la sinodul protestant din Aiud, s-au despărțit lutheranismul și calvinismul din Transilvania.
În învățătura reformată despre mântuirea omului numai prin credință, stă în legătura cu concepția despre coruperea totală a chipului și asemănării omului cu Dumnezeu, prin căderea protopărinților Adam și Eva în păcatul originar, încât omul este incapabil de vreun efort personal în actul mântuirii, adică să facă ceva bun de la sine și ca atare faptele bune ale omului nu pot avea în actul mântuirii nici un rol major.
Referitor la predestinare, reformații susțin că Dumnezeu știe totul mai dinainte și rânduiește totul mai dinainte.
În învățătura despre Biserică, ei preferă concepția despre Biserica invizibilă, nu admit infailibilitatea bisericii ca depozitară a carismei adevărului și nici infailibilitatea sinoadelor ecumenice. Nu admit ierarhia bisericească harică, stabilită canonic pe temeiul succesiuni apostolice ci preoția universală. Renașterea morală a omului se face în legătură directă cu Hristos, fără mijlocirea ierarhiei harice. În ortodoxie și catolicism, însă, acestea se face prin mijlocirea ierarhiei harice.á

### Catechismul din Heidelberg

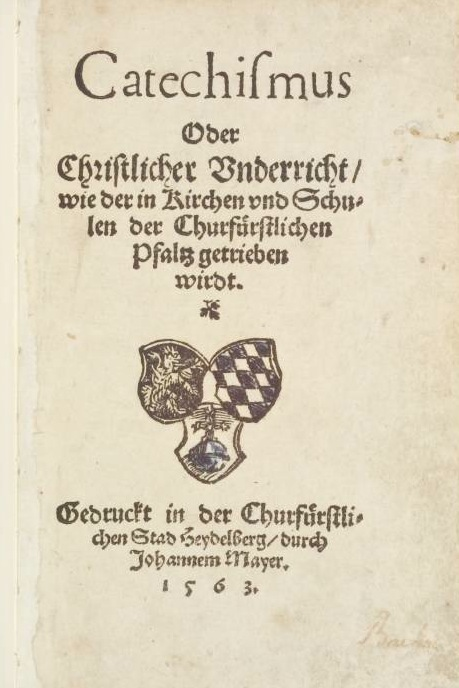
Catechismul din Heidelberg

Lângă Crezul Niceo-Constantinopolitan, Crezul Apostolic și Confesiunea a doua Helvetică (1566), Catechismul Heidelbergian (1563) este cel mai important document teologic pe care Biserica Reformată își însușește. Din inițiativa lui Friedrich al III-lea, principele din Pflaz, cei doi teologi reformați, Zacharias Ursinus și Caspar Olevanius, au avut ca scop scrierea unei carte teologice bazat strict pe textul Sfintei Scripturi, disponibil pentru mase.
Catechismul din Heidelberg a devenit cunoscut în rândul comunității maghiare, demonstrat de faptul că documentul a devenit tradus încă în anul 1577 de Dávid Huszár. Sinodul național din 1646 ținut la Satu Mare, a adoptat o hotărâre prin care declarase importanța utilizării catechismului de către preoții în cadrul slujbelor. Gheorghe Rákóczi I, principele Transilvaniei, a finanțat în 1648 imprimarea documentului în tipografia domnească din Alba Iulia. Sub conducerea preotului din Lugoj, István Fogarasi cu această ocazie a avut loc tipărirea catechismului pentru prima dată în limba română.
Conținutul:
1. Predestinarea: Termenul provine din limba greacă și înseamnă "ales mai dinainte". Astfel calvinismul susține teoria deciziei dumnezeiască înaintea existenței. O persoană încă nu a fost creată când Dumnezeu a decis deja ceva cu privire la ea. Jean Calvin vorbește mai ales despre capacitatea divinității de a ști totul, decât condamnarea omului înaintea existenței sale.
2. Credinciosul: Credinciosul este proprietatea lui Hristos.
3. Învierea: Obținerea vieții veșnice este posibilă numai prin credință.
4. Păcatul primordial: Neascultarea poruncii Domnului, de a nu mânca din mărul care conferea discernământul binelui și răului (situație contradictorie, întrucât Dumnezeu nu le-a acordat oamenilor (Adam și Eva) posibilitatea de a discerne ce este bine și rău, oamenii fiind incapabili de morală.
5. Respectarea legilor: Omul nu poate respecta legile dumnezeiești prin voința proprie.
6. Dumnezeu are milă, dar nu poate tolera păcatele.
7. Credința
8. Hristos este salvatorul.
9. Tăgăduitorii lui Hristos sunt oamenii care încerc să găsească fericirea în sfinți.
10. Sacramenți: Calvinismul vede susținut de Sfânta Scriptură numai doi sacramenți: botezul și euharistia.
11. Botezul: este pentru iertarea păcatelor, totodată este un semn ce obligă omul de a trăi ca slujitorul lui Hristos. După tradiția bisericii, botezul se poate și se efectuează la noi născuți.
12. Euharistia:Catechismul creat în perioada reformei protestante vorbește clar despre slujba catolică, despre care afirmă: „refuzarea suferinței și sacrificiului unic făcut de Isus Hristos și este idolatrie”. Reformații categoric refuză ideea că Isus ar fi prezent în pâinea și vinul folosit în cadrul eucharistiei. Susțin că cuvintele rostite în cadrul ultimei cine trebuie înțeles simbolic, metaforic și nicidecum motamo.
13. Excluderea: Reforma protestantă din Elveția a implementat un nou mod de viață. Jean Calvin a pus un accent deosebit pe disciplină în cadrul activității din Geneva. Astfel, credincioșii care prin mentalitate și purtare nu dovedesc dorința de a trăi după legile dumnezeiești pot fi excluși din biserică de către prezbiteratul parohiei.
14. Faptele bune sunt necesare, dar sunt insuficiente pentru inviere.
15. Explicațiile celor zece porunci, rugăciunii Tatăl Nostru și crezului apostolic fac parte din Catechismul Heidelbergian.

## Istoria
Mișcarea reformată a apărut pe teritoriul de astăzi al României în prima jumătate a secolului al XVI-lea, făcând adepți printre credincioșii catolici de naționalitate maghiară din Transilvania. Pătrunderea ideilor Reformei în Transilvania a fost favorizată de înfrângerea de către Imperiul Otoman a Ungariei în bătălia de la Mohács (1526), în urma căreia Transilvania deveniseră principat autonom sub suzeranitate otomană, iar catolicismul n-a mai fost protejat oficial de autoritățile de stat.

### Reforma elvețiană
Jean Calvin, alături de Martin Luther, a fost unul din inițiatorii reformei protestante, în opoziție cu anumite dogme și rituri ale Bisericii Catolice. Aflat la Geneva, Guillaume Farel l-a rugat să-l ajute la reforma bisericii. Calvin a scris despre rugămintea lui Farel: "M-am simțit de parcă Dumnezeu din cer și-a pus mâna sa măreață pe mine pentru a mă opri din cursa mea". După optsprezece luni, reformele lui Calvin și Farel au dus la exilarea celor doi.
Publicațiile lui Calvin au difuzat ideile sale asupra unei biserici reformate pe baza textului Sfintei Scripturi, în multe părți ale Europei. Calvinismul a devenit religia majorității populației în Scoția, Olanda și părți din Germania, Polonia. A avut o influență mare în Ungaria, unde a putut cuceri partea de nord-est a țării. Astfel, Transilvania a devenit adăpostul puritanismului de tip elvețian.

### Edictul de la Turda

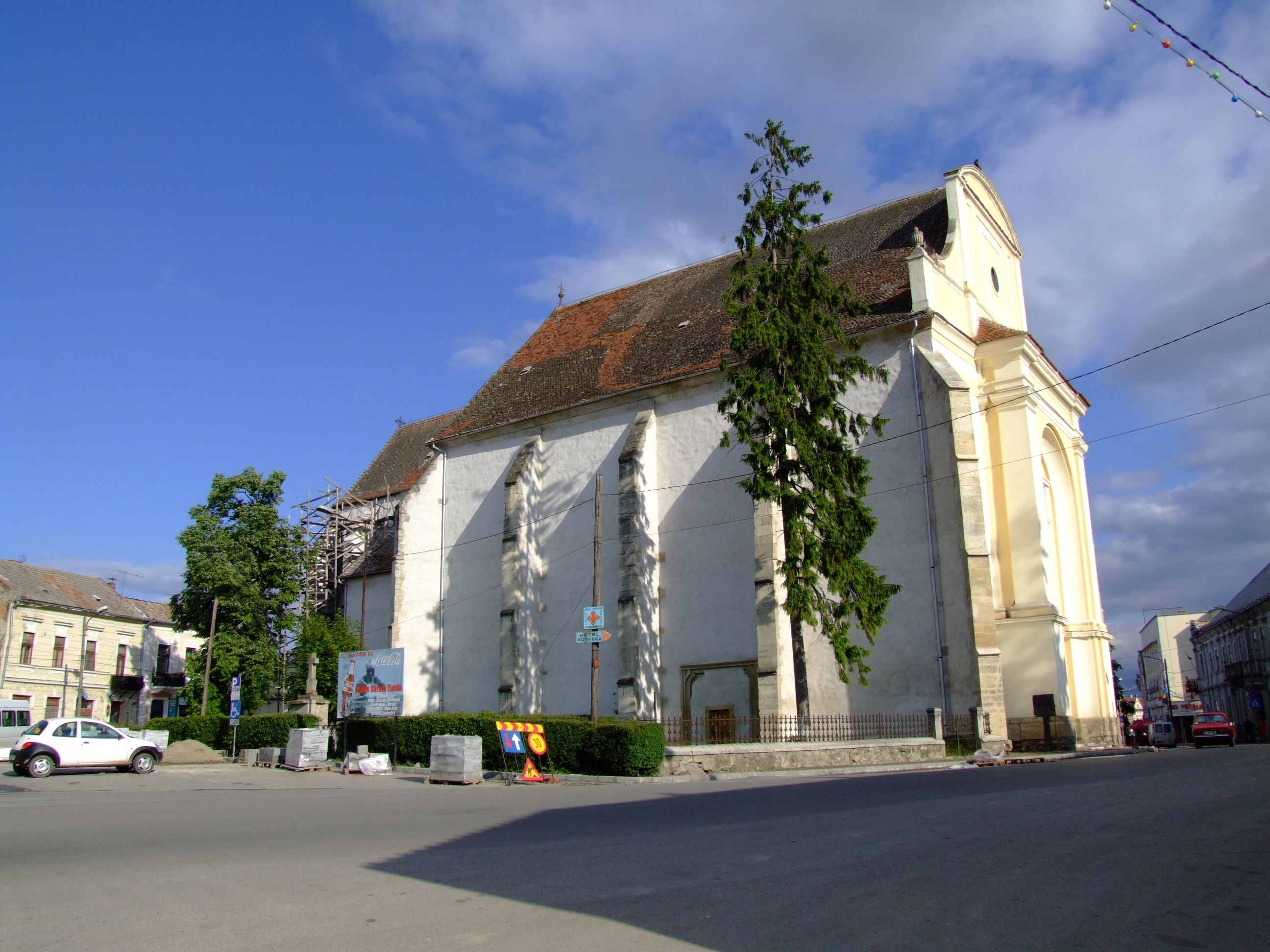
Locul dietei din 1568 în Turda

În urma Edictului de la Turda emis în 1568 de către Dieta Transilvaniei întrunită la Turda, a fost proclamată libertatea conștiinței și a toleranței religioase pentru cetățenii Transilvaniei. Promulgat de către Ioan Sigismund Zápolya, principele Transilvaniei, a devenit primul de acest fel din istoria Europei moderne. Originalul documentului este păstrat la Muzeul Brukenthal din Sibiu.
În baza Edictului de la Turda, până la edictele de toleranță religioasă emise de Iosif al II-lea, confesiunile recepte din Transilvania au fost cea reformată, cea luterană, cea unitariană și cea romano-catolică.
Edictul a avut însă limitele sale, prevederile lui proclamând egala îndreptățire a credințelor îmbrățișate de stările constituționale edievale ale Transilvaniei: maghiarii, sașii și secuii. Decretul era emis pentru a nu se ajunge la luptele religioase sângeroase izbucnite între catolici și protestanți în Europa Occidentală. Practicarea altor culte, precum ortodoxia, nu a făcut obiectul edictului, practicarea acestor credințe fiind doar tolerată, deoarece majoritatea covârșitoare românilor erau iobagi.

#### Perioada dietelor transilvănene
Dieta Transilvaniei a fost organul constituțional și politic preparlamentar al Principatului Transilvania, creat în secolul al XVI-lea și format din reprezentanții stărilor celor trei națiuni privilegiate (maghiarii, sașii și secuii) și ai religiilor recepte (romano-catolică, evanghelic-lutherană, reformată și, mai târziu, cea unitariană).
Dietele ardelenești au fost ținute în mai multe localități, de cele mai multe ori în orașe sau târguri situate în zona centrală a Transilvaniei, pe lângă cele mai importante drumuri, în centre demografice și economice importante. Locul de adunare a stărilor s-a stabilizat într-o oarecare măsură la Alba Iulia numai la sfârșitul secolului al XVI-lea. Până în 1613 în acest sens Târgu Mureșul a ocupat un loc de frunte, fiind al patrulea în ordinea așezărilor gazdă. Orașul a fost locul de întrunire frecventă a stărilor în cele mai tulburi două perioade din istoria Principatului Transilvaniei, adică în epoca de formare a noului stat și în intervalul de criză politică 1658-1661.
În prezența principului Ioan Sigismund Zápolya, la 6 ianuarie 1571 dieta de la Târgu Mureș a hotarât adoptarea libertății conștiinței religioase în Transilvania a celor patru confesiuni: romano-catolic, reformat, evanghelic și unitarian. Principele de religie unitariană dorea însă o promovare deosebită a acesteia din urmă. Acest eveniment a constituit o contribuție de dimensiune europeană la instalarea toleranței religioase, model practicat peste secole în Transilvania.

### Secolul al XIX-lea: de la egalitate la unitate

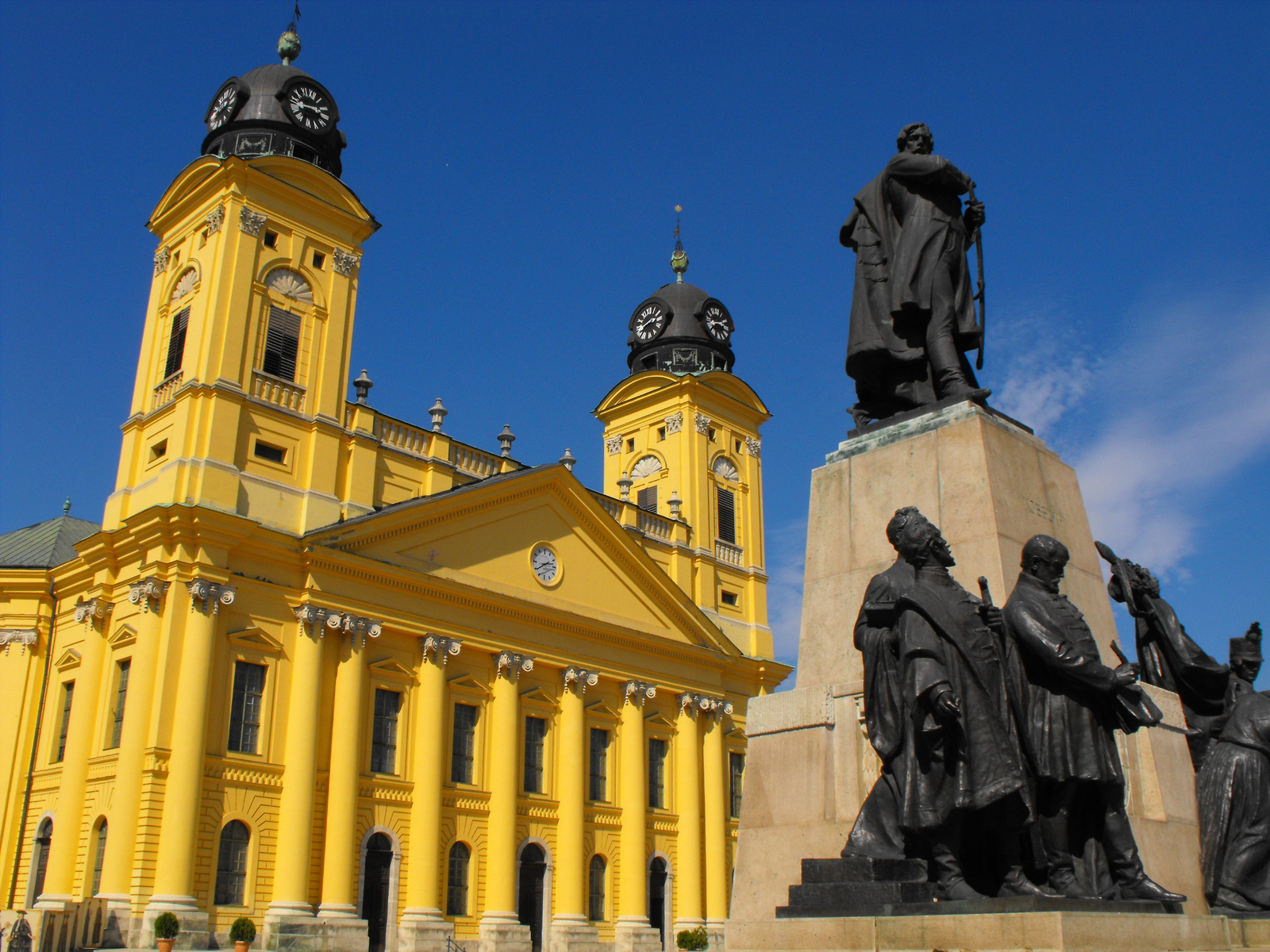
Biserica Mare cu statuia lui Kossuth din Debrecen.

Protestanții maghiari au trebuit să lupte pentru identitatea lor religioasă chiar și după slăbirea mișcării contrareformei, deoarece catolicismul cu ajutor habsburgic a făcut tot posibilul ca calvinismul să nu se răspândească. În 1848 a devenit adoptată Legea nr. XX, care spunea clar că în Ungaria nu există pe plan juridic "religie dominantă" (în maghiară uralkodó vallás). Astfel în cadrul țării funcționează patru religii acceptate de stat, romano-catolic, evanghelic, reformat și unitarian, care beneficează de fonduri publice pentru a putea susține instituțiile educative. Chiar dacă legea a fost adoptată, niciodată n-a putut fi executată, deoarece după învingerea Revoluției și Războiului de Independență Maghiară din 1848–49 Viena "a rezolvat" problema religioasă cu Patenta.
În timpul revoluției bisericile protestante au susținut pretențiile naționale față de puterea habsburgică. Eparhia Reformată Dunamellék a făcut apel ca preoții să participe la război. În 14 aprilie 1849 Lajos Kossuth în ședința deputaților ținută în Biserica Mare din "Roma calvinistă", Debrecen a prezentat Declarația nIdependenței. Episcopul din Debrecen a salutat gestul într-un comunicat trimis la parohii, dar în urma pierderii revoluției a fost nevoit să comande ținerea slujbelor în cinstea împăratului Ungariei, Franz Joseph.
Schimbarea în politica privind bisericile a venit numai după Ausgleich-ul din 1868. Prin adoptarea Legii 1868. LIII. tc., statul ungar a garantat libertatea confesiunilor și a făcut posibil ca orice cetățean maghiar major să aibă posibilitate de trece la o altă religie dacă dorește. Industralizarea din secolul al XIX-lea a modificat imaginea satelor protestante din Transilvania. Din localitățile izolate, în care solidaritatea a căpătat forme înalte, tot mai mulți săteni au decis să se mute în orașele mari. Astfel, în mediul urban a devenit vizibil fenomenul suprapopularizării a parohiilor. În acest context a devenit absolut necesar construirea noilor lăcașuri de cult, cum ar fi Biserica din Orașul de Jos și Biserica cu Cocoș din Cluj, Biserica Mică din Târgu Mureș sau Biserica cu două Turnuri din Oradea.

### Greutățile secolului trecut

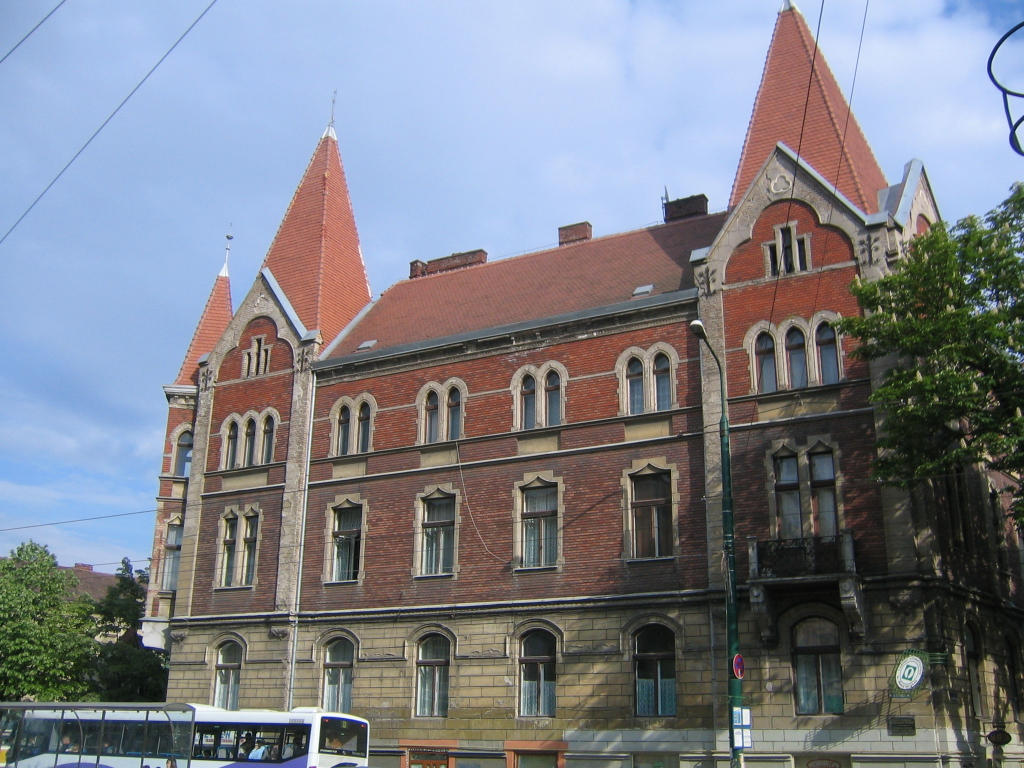
Parohia din Timișoara, unde s-a declanșat revoluția din 1989

După semnarea Tratatului de la Trianon a fost evident faptul că vechea structură bisericească reformată nu putea fi menținută, deoarece noua frontieră între Ungaria și România a împărțit Eparhia reformată de la Debrecen în două părți. Astfel a fost creată o nouă episcopie reformată pentru zona Crișanei și Banatului. Guvernul României l-a recunoscut pe István Sulyok ca episcop de-abia în anul 1940.
De inspirație profund sovietică, Legea educației și învățământului din 1948 schimbă radical sistemul de educație din România. Predarea obiectivă a materiilor a fost înlocuită cu propagandă stalinistă, elitele erau decimate, s-au înființat facultățile muncitorești în care erau admiși absolvenții a patru clase primare, s-a întrodus studiul istoriei Partidului Bolșevic, economia politică și filosofia marxist-leninistă. Școlile particulare, inclusiv cele confesionale au devenit naționalizate și profesorii vechii orânduiri au fost trimiși în închisori. Toate aceste schimbări influențau Biserica Reformată din România care deținea nenumărate licee și școli. Lângă faptul că nu mai putea derula activitate educațională, toate imobilele, între care clădiriile prestigioaselor Colegii Reformate din toată Transilvania, și terenurile erau naționalizate. Pe urma adoptării Legii 215/2000 după inițiativa Uniunii Maghiare din România, majoritatea bunurilor bisericești erau retrocedate.
La 16 decembrie 1989, angajati ai Securității au încercat să-l ridice pe László Tőkés din casa parohială, ceea ce a generat protestul enoriașilor reformați de etnie maghiară, cărora li s-a alăturat imediat un grup de enoriași baptiști conduși de pastorul Petre Dugulescu. În scurt timp, grupului de credincioși protestanți adunați în fața bisericii reformate din strada Timotei Cipariu din Timișoara i s-au alăturat numeroși trecători, mulțimea începând să scandeze lozinci anticomuniste. Acțiunea de protest a generat mișcarea populară din Timișoara, punctul de pornire al Revoluției anticomuniste române din 1989.

## Liturghia

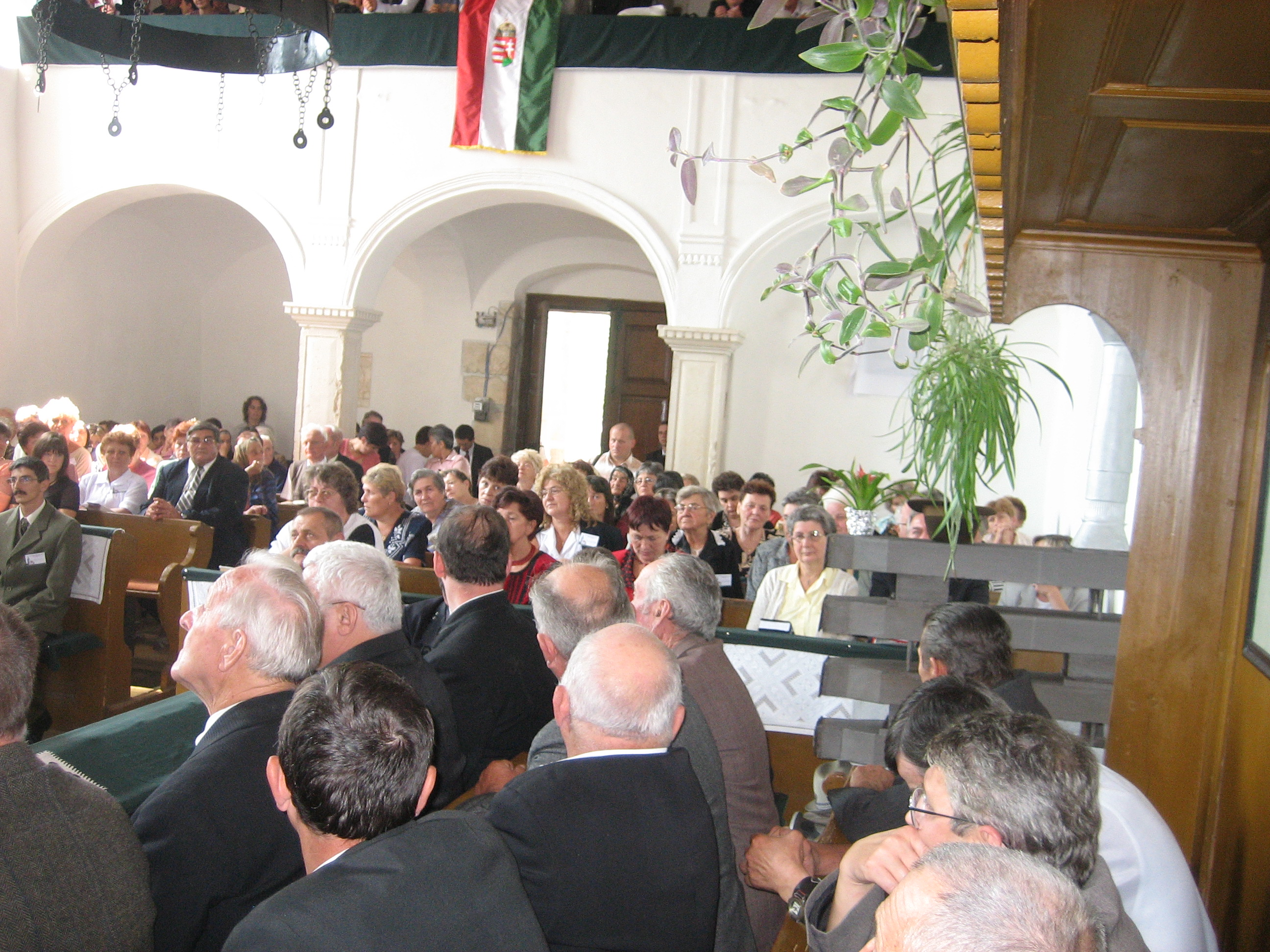
Slujbă tradițională rurală din Luncani, unde femeile și bărbații stau separat

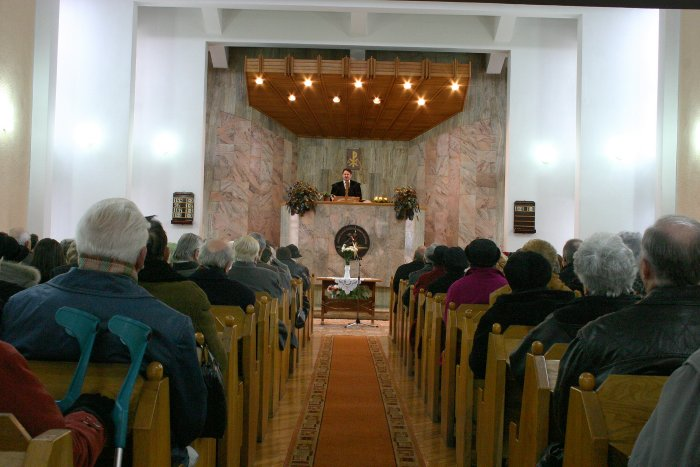
Slujbă în Târgu Mureș

Biserica Reformată din România urmărește tradițiile reformei protestante elvețiene, care a refuzat de la început liturghia latină împreună cu cea bizantină, care sunt rituri imperiale sau împărătești. Ele s-au format la curțile împăraților romani de Răsărit și Apus, drept aceea au un fast deosebit. Limba slujbelor este maghiara, iar în orașele mari din Vechiul Regat, de exemplu la București, se folosește și limba română. Accentul este pus pe predicațiune, astfel ordinul liturghiei este foarte strictă:
- Invocațiune
- Salutarea apostolică cu răspunderea credincioșilor
- Cântecul inițial
- Lecțiune
- Mărturisire comună
- Cântecul secundar
- Rugăciune
- Cântecul dinainte predicii
- Citirea textului biblic
- Predicațiune
- Cântecul de postpredicațiune
- Rugăciunea mare
- Rugăciunea Domnului
- Prezentarea informațiunilor publice despre parohie
- Cântec
- Credința Apostolică
- Cântecul final
- Binecuvântarea

### Muzica bisericească
Încă din cele mai îndepărtate secole muzica a ocupat un loc important în structura spirituală a poporului maghiar. Această artă a sunetelor, odată cu trecerea timpului, a căpătat și o funcție informativ-istorică, oferind adesea argumente dintre cele mai importante pentru cercetarea și cunoașterea trecutului de artă și cultură din Ungaria, stând mărturie vie în favoarea existenței pe meleagurile noastre, a unei culturi străvechi, unitare și în continuă dezvoltare.
Începuturile muzicii calviniste la noi sunt strâns legate de apariția și răspândirea protestantismului elvețian în Ungaria. Diferența între muzica bisericească reformată și cea catolică este clară, chiar dacă cele două izvoresc dintr-o sursă comună. Marea noutate a reformei a fost introducerea cântării comune în cadrul liturghei. În locul cântecelor latine au devenit folosite cele în limba maghiară.
În perioada comunistă cenzura a influențat și tipărirea cărților de cântece. Au fost interzise folosirea cântecelor nr. 32 ("Binecuvântează-l, Doamne, pe maghiar", adică imnul scris de Ferenc Kölcsey, cunoscut și sub denumirea de: Rugăciunea națională) și 33. ("Szózat", după poezia lui Mihály Vörösmarty). 
Cele două melodii erau scoase, însă sinodul a decis păstrarea numerotării în semn de protest. Astfel, în cărțile de cântece mai vechi, tipărite în perioada comunistă, cântecul nr. 31 a fost urmat de cântecul 34., drept memento al lipsei cântecelor interzise.

## Educație

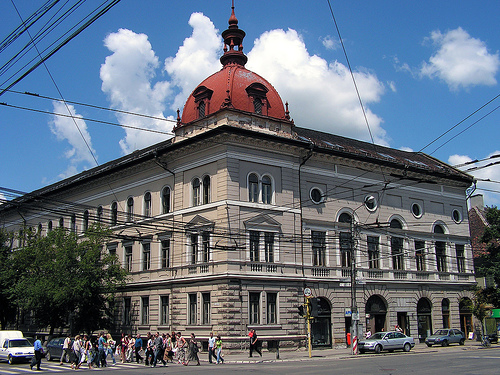
Institutul Teologic Protestant

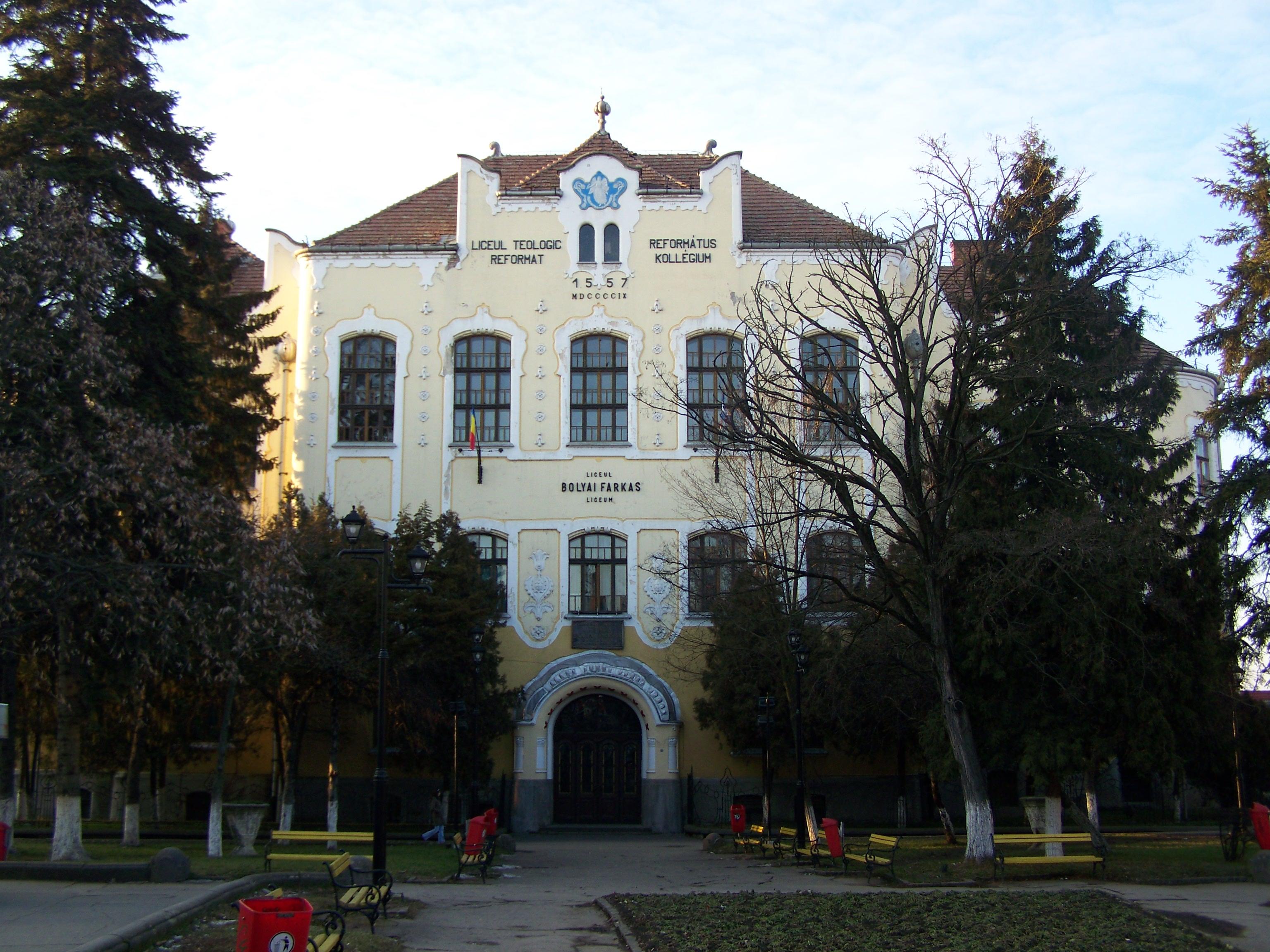
Colegiul Reformat din Târgu Mureș

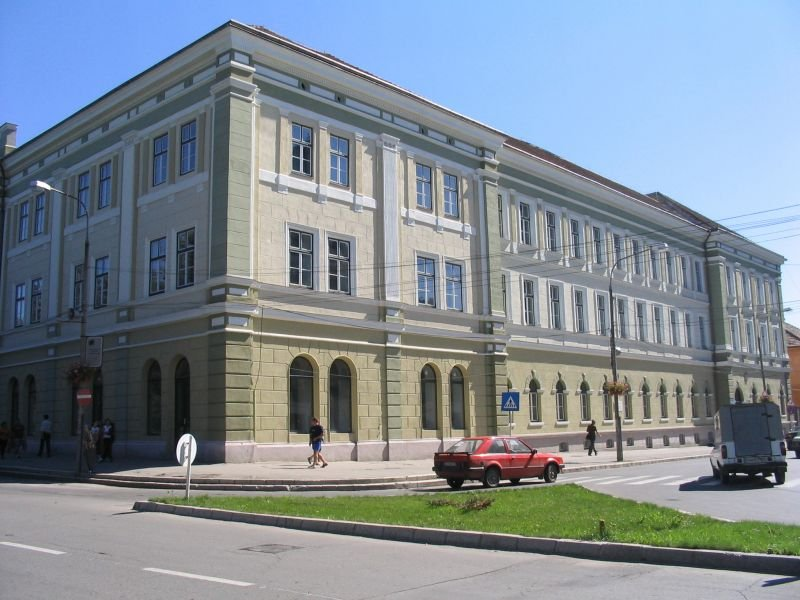
Colegiul Reformat din Sfântu Gheorghe

Biserica întotdeauna a avut un rol important în educație.

### Universități
- Institutul Teologic Protestant, Cluj
- Facultatea de Teologie Reformată și Muzică, Universitatea Babeș-Bolyai, Cluj
- Secția de Pedagogie și Cantorum, Universitatea Reformată Károli Gáspár, Târgu Mureș

### Învățământ postliceal
- Școala Postliceală Sanitară Reformată, Cluj
- Școala Postliceală Sanitară Reformată, Târgu Mureș

### Licee
- Colegiul Reformat Baczkamadarasi Kis Gergely, Odorheiu Secuiesc
- Colegiul Național Bethlen Gábor, Aiud
- Colegiul Reformat din Târgu Secuiesc
- Colegiul Reformat din Cluj
- Gimnaziul Reformat Lorántffy Zsuzsanna, Oradea
- Colegiul Reformat din Târgu Mureș
- Colegiul Reformat din Sfântu Gheorghe
- Gimnaziul Reformat din Satu Mare
- Colegiul Reformat Wesselényi din Zalău

### Grădinițe, școli
- Grădinița Reformată nr.2 din Cluj
- Grădinița Reformată nr.3 din Cluj
- "Micimackó"Játszóház, Bicălatu
- Școala Generală Reformată Între Lacuri, Cluj
- Grădinița Socială Reformată, Oradea
- Școala Reformată Péter, Salonta

## Instituții
- Fundația Diakonia, serviciul de caritate al Bisericii Reformate cu puncte de lucru în diferite localități
- Casa de Pensii a Bisericii Reformate din România
- Căminul Studențesc Reformat dr. Gecse Dániel, Târgu Mureș
- Casa de Bătrâni, Câmpia Turzii
- Casa Nikodémusz, Brașov
- Centru de Educație și Diaconie, Pădureni
- Casa de Bătrâni Agapé, Cluj
- Casa de Bătrâni Tóvidék, Cluj
- Bethlen Kata Centru de Diaconie, Cluj
- Fundația Calepinus, Târgu Mureș
- Centrul Caritabil Bethel, Aiud
- Centru TIMOTHEUS de Educație Religioasă, Misca

## Hărți

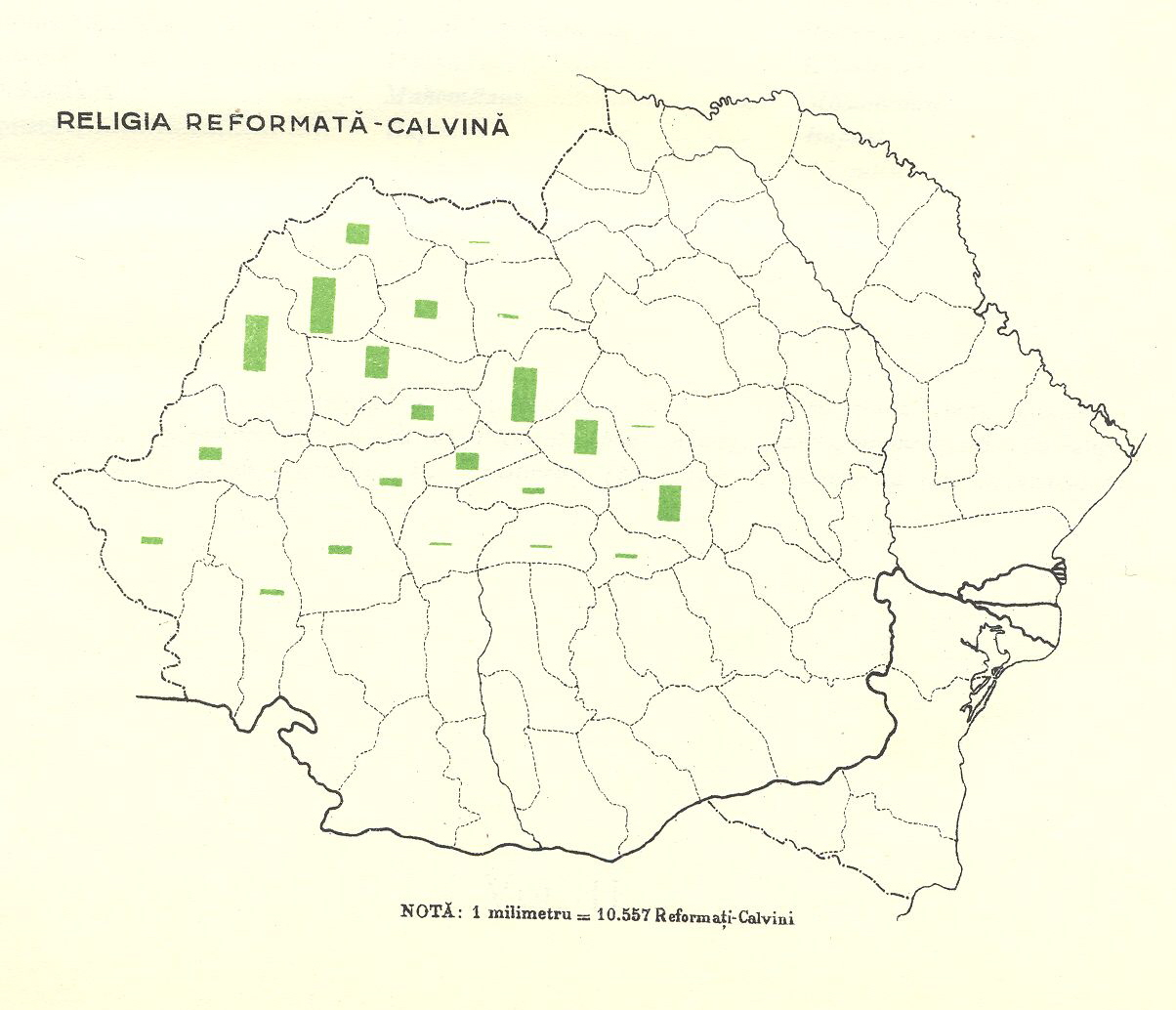
Prezenţa reformaţilor în 1930
Prezenţa reformată conform recensământului din 2002[11]
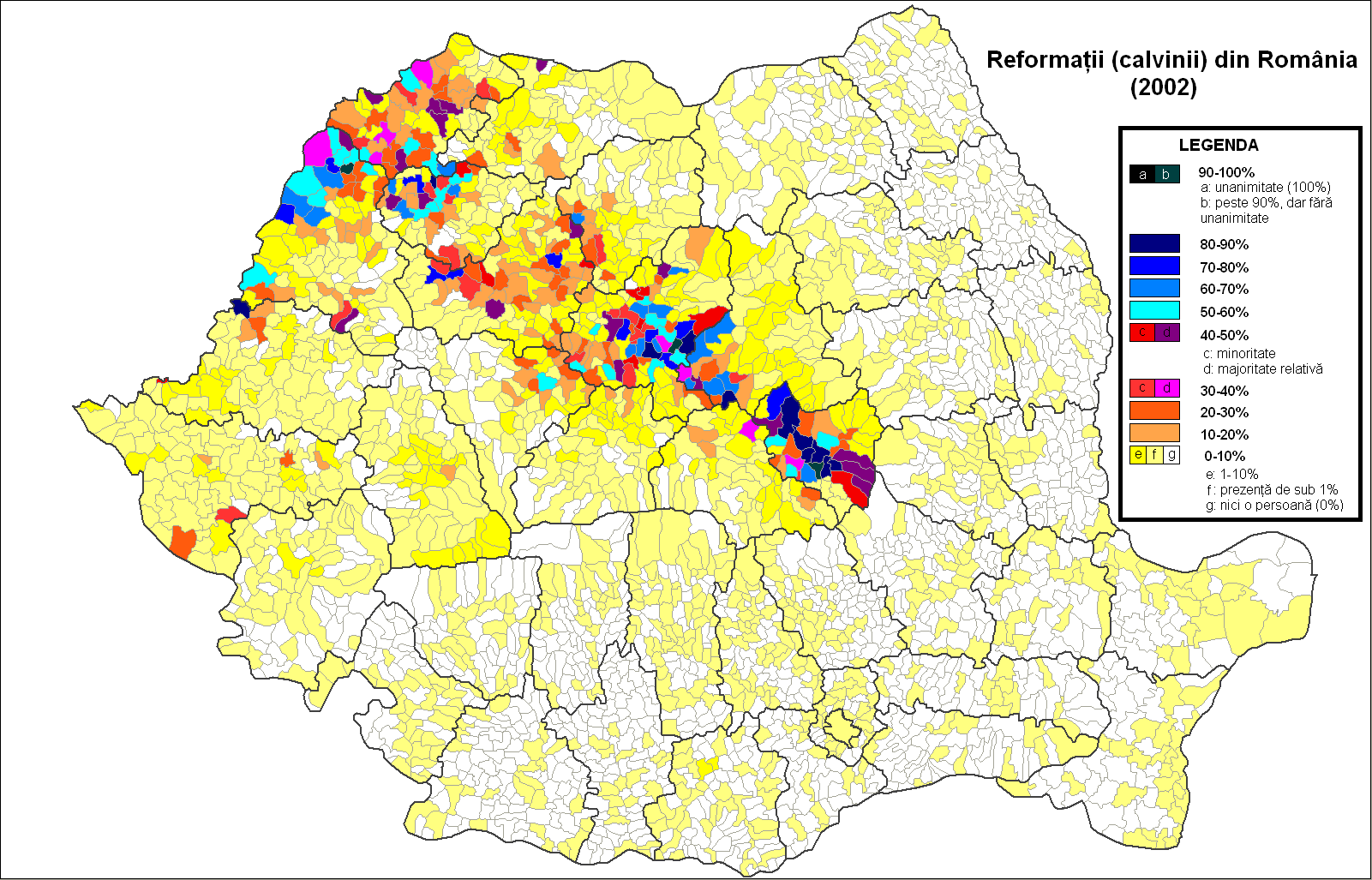
Prezenţa reformată conform recensământului din 2002

## Episcopi
- Episcopul Eparhiei Piatra Craiului este Szabolcs János Bogdán.
- Episcopul Eparhiei Ardealului este Béla Kató.

## Galerie de imagini

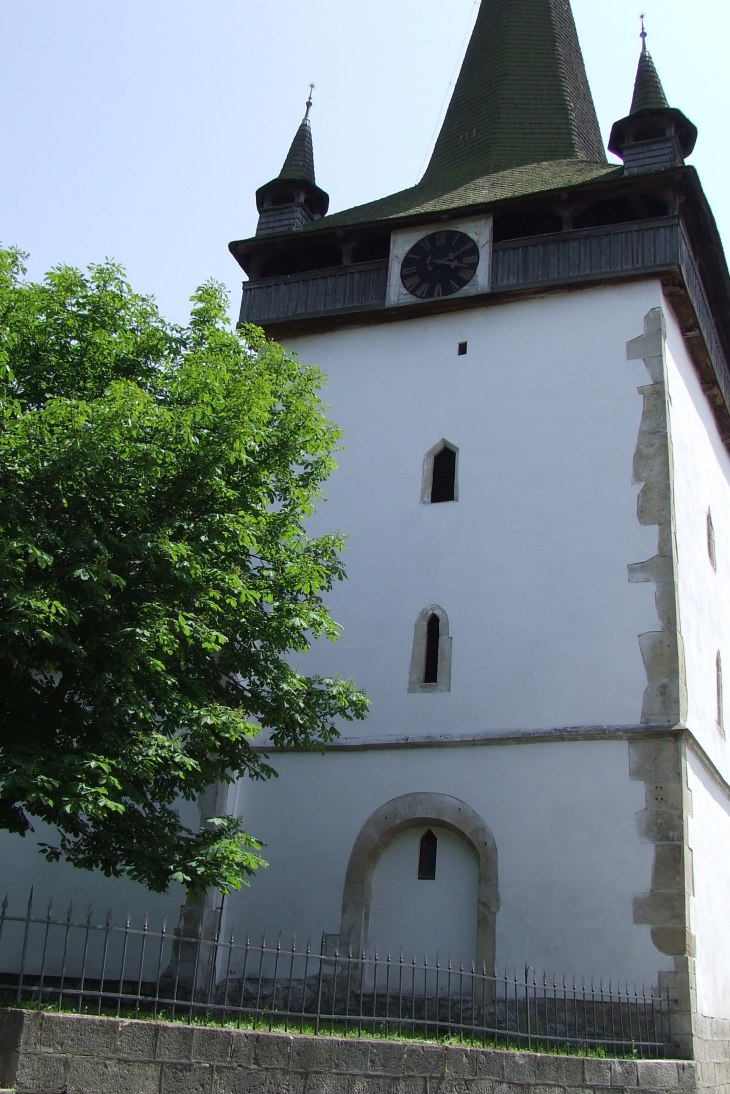
Turnul bisericii reformate din Huedin
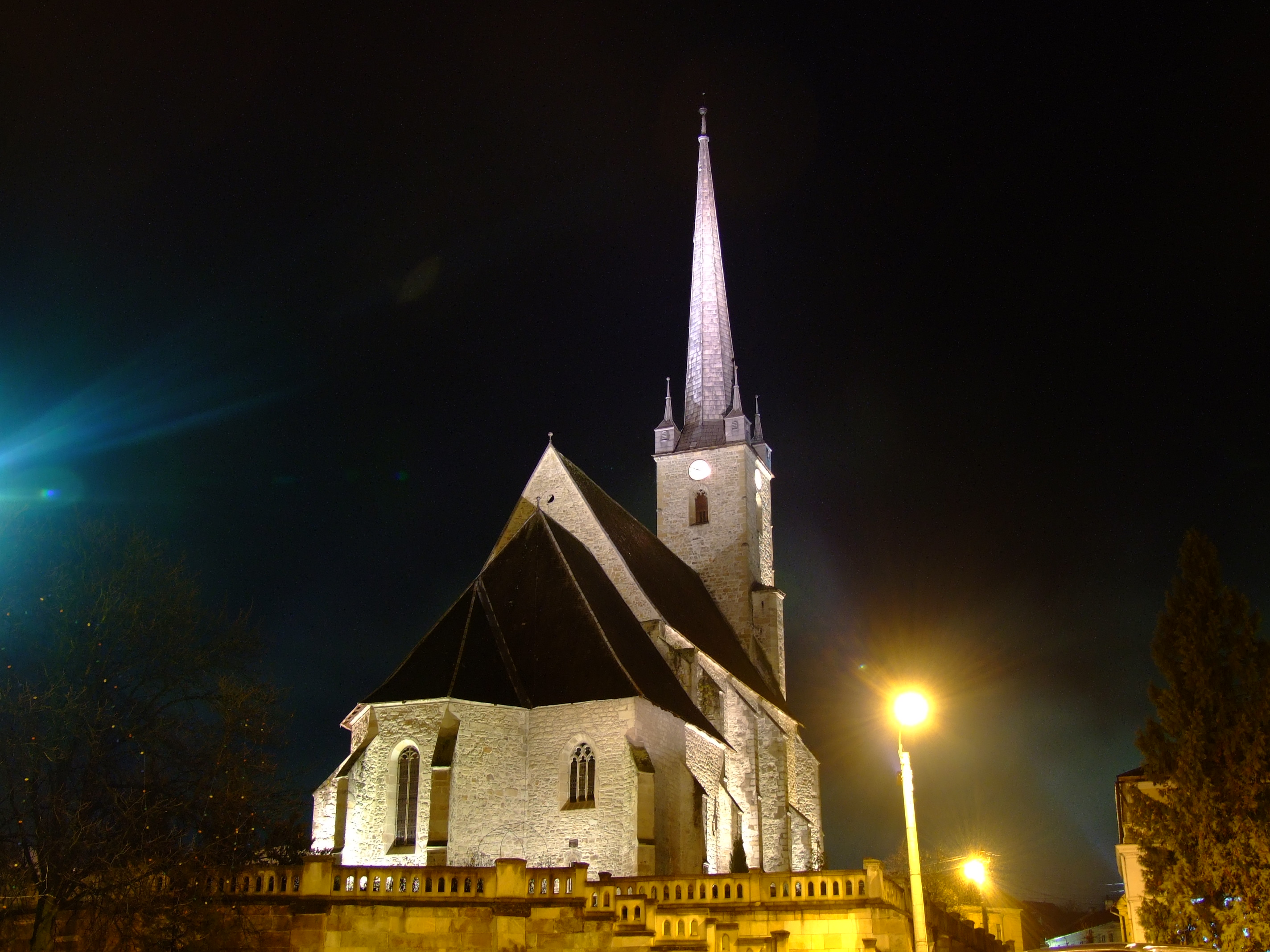
Biserica reformată din Dej
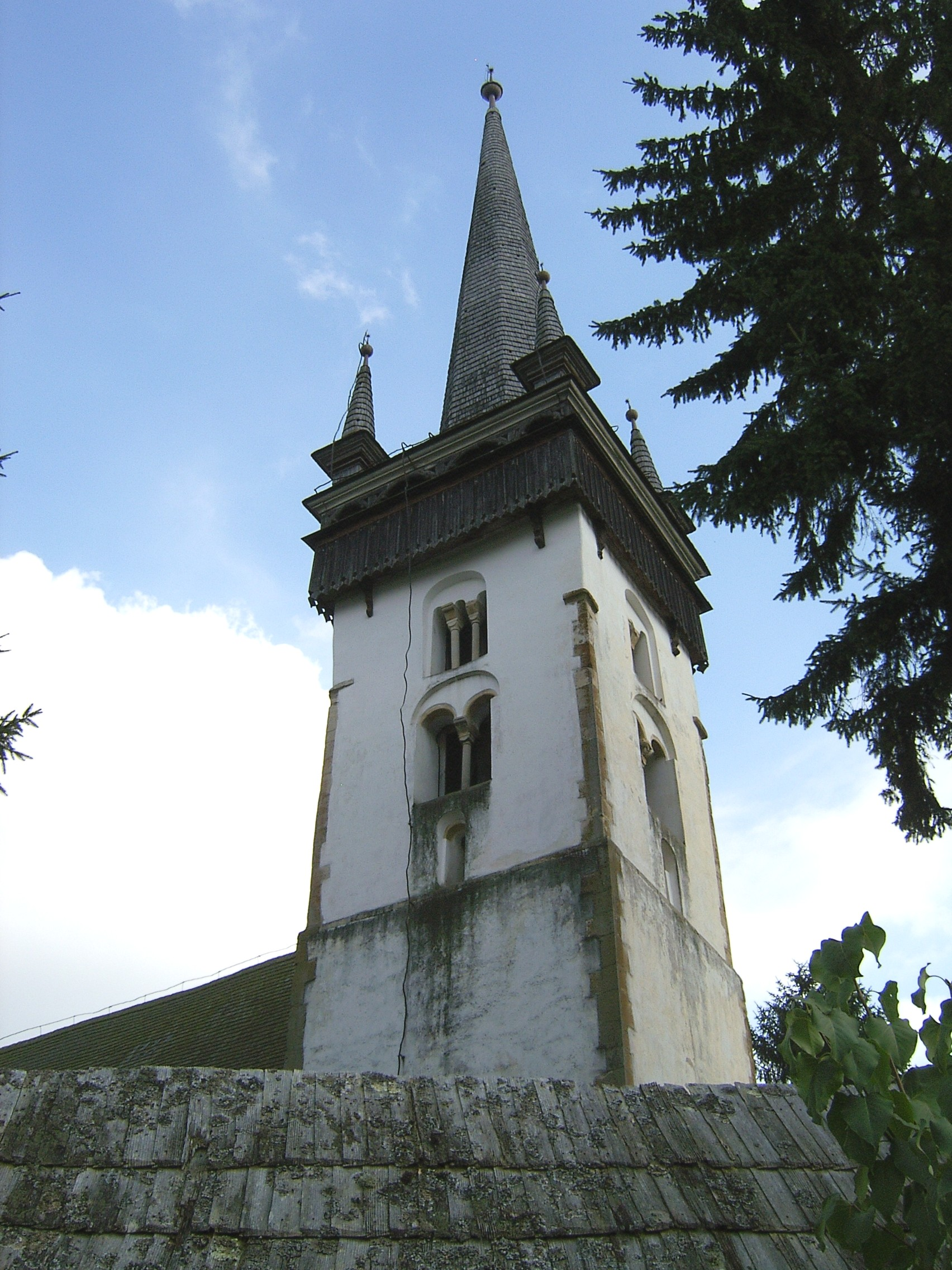
Biserica reformată din Mănăstireni
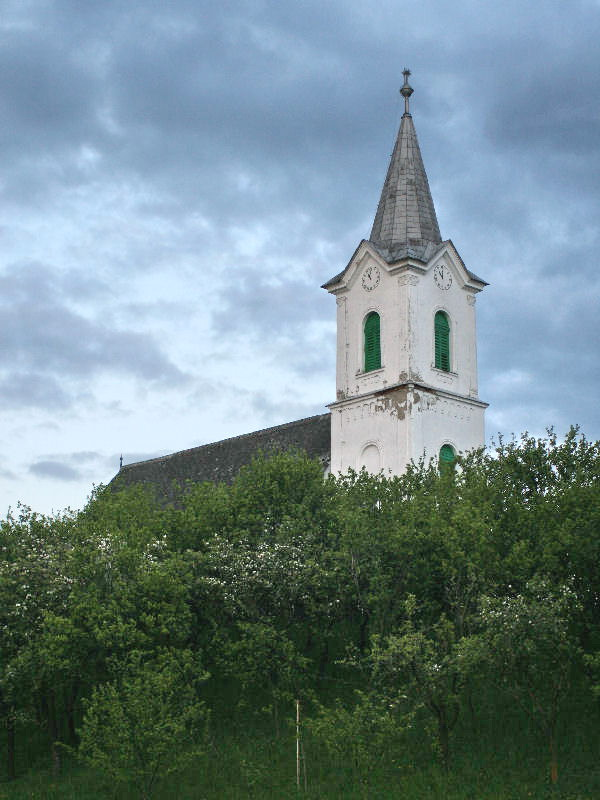
Biserica reformată din Aiton